# 雨果·戴森
雨果·戴森（英語：Hugo Dyson，1896年4月7日—1975年6月6日）是英國學者、作家，亦與J·R·R·托爾金、C·S·路易斯等人同為迹象文学社成員。1924年於雷丁大學任教，1945年於牛津大學默頓學院任教:188，1963年退休。
1931年9月，他與托爾金跟路易斯徹夜長談，這促使了路易斯從無神論到轉而信仰基督教。
戴森非常不喜歡托爾金的作品，最終在他的反對排斥之下，托爾金的小說被排除在跡象文學社的朗讀書目之外:228。

## 外部連結
- 雨果·戴森在互联网电影资料库（IMDb）上的資料（英文）